# Antonius von Thoma

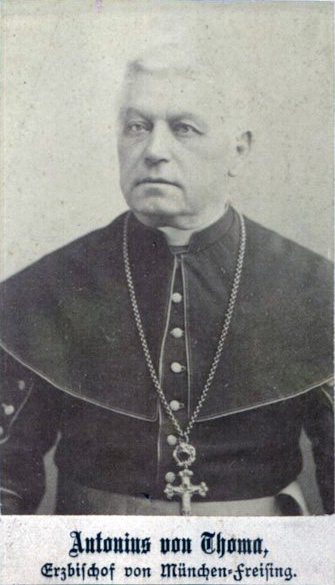
Bischof Antonius von Thoma

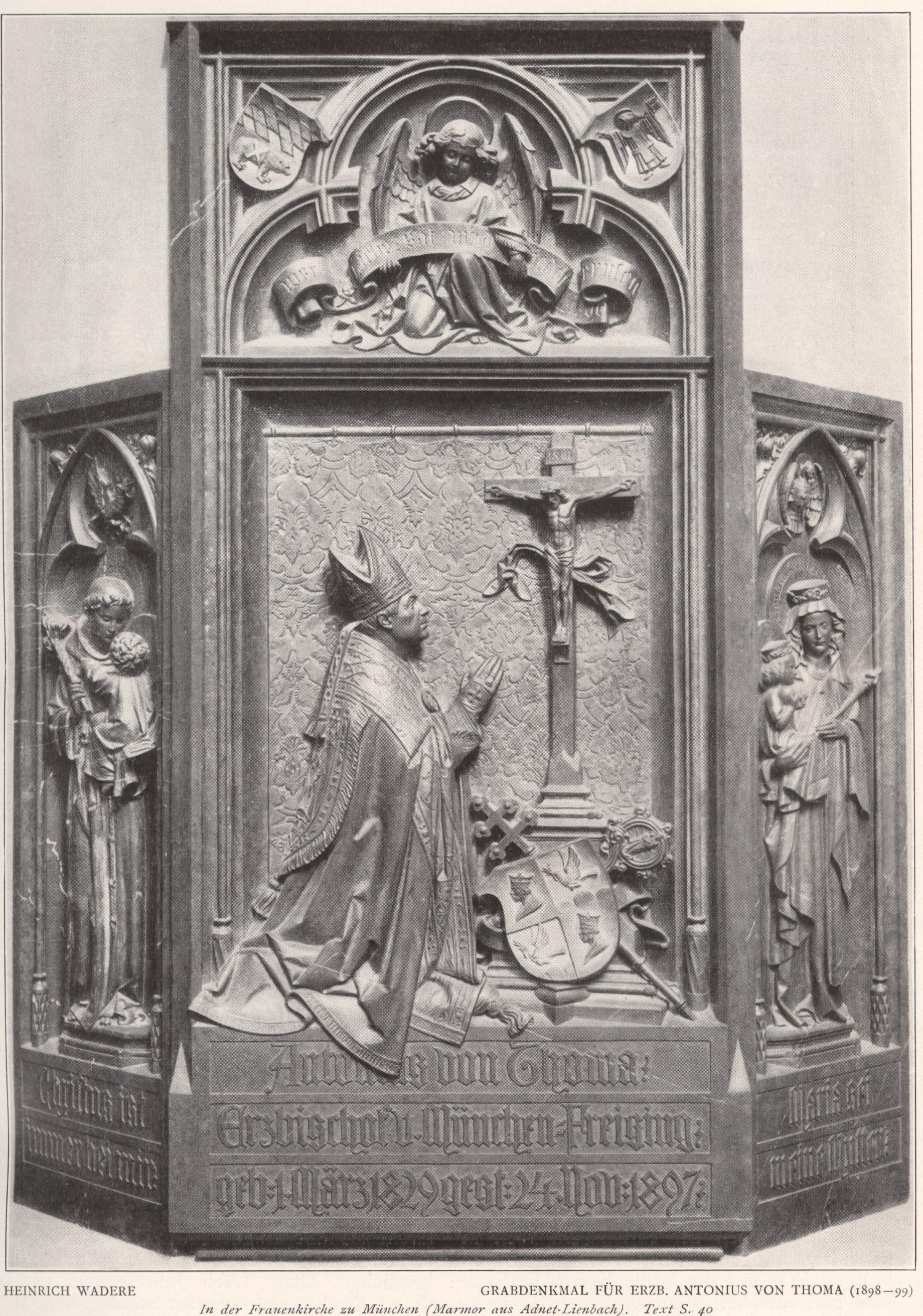
Grabdenkmal für Erzbischof Antonius von Thoma, Liebfrauenkirche München, geschaffen von Heinrich Waderé, Zeitschrift für Christliche Kunst, 1908

Antonius (von) Thoma (* 1. März 1829 in Nymphenburg; † 24. November 1897 in München) war Bischof von Passau und Erzbischof von München und Freising.

## Leben
Geboren als Sohn des herzoglichen Leibjägers Berthold Thoma und seiner Ehefrau Kunigunde, verlor er seine Eltern früh. Für seine Erziehung und Ausbildung sorgten Freunde der Eltern. Thoma besuchte Schulen in den Klöstern Scheyern und Metten und absolvierte 1848 das Gymnasium zu Freising. Als Stipendiat studierte er dann in München katholische Theologie und Philosophie. Während seines Studiums wurde er 1848 Mitglied der Burschenschaft Algovia München. Von 1852 bis 1853 war er Alumnus des Klerikalseminars zu Freising.
Am 29. Juni 1853 wurde er in Freising zum Priester geweiht. Ab 1853 wirkte er als Koadjutor in Teisendorf. 1860 kam er als Kooperator nach München. 1867 übernahm er die Pfarrei St. Zeno in Reichenhall; neben der Seelsorge leitete er das dortige Kloster und Erziehungsinstitut der Englischen Fräulein. Seit 1878 war er Stadtpfarrer zum Hl. Geist in München. 1883 folgte seine Ernennung zum dortigen Domkapitular und Dompfarrvikar.
Am 24. März 1889 wurde Thoma zum Bischof von Passau ernannt und am 28. Juli von Erzbischof Antonius von Steichele im Passauer Dom konsekriert. Während seiner kurzen Amtszeit leitete er die Rückführung der Kapuziner an die Wallfahrtskirche Mariahilf und die Errichtung eines Knabenseminars in Burghausen ein.
Schon nach sieben Monaten, am 23. Oktober, wurde er wieder abberufen und von Prinzregent Luitpold zum Erzbischof von München und Freising als Nachfolger des verstorbenen Erzbischofs von Steichele ernannt. Mit Verleihung des Ritterkreuzes des Verdienstordens der Bayerischen Krone wurde er 1889 in den bayerischen persönlichen Ritterstand erhoben. 1891 erhielt er das Komturkreuz dieses Ordens. Er war Großkreuz-Ritter des Ritterorden vom Heiligen Grab zu Jerusalem sowie Comes Romanus (Römischer Graf), Hausprälat und Päpstlicher Thronassistent und Reichsrat der Krone Bayerns.
Er war seit 1892 Ehrenmitglied der katholischen Studentenverbindung KDStV Aenania München im CV.
Erzbischof Antonius von Thoma ist am 24. November 1897 in seiner Münchener Residenz gestorben und liegt im Münchner Liebfrauendom begraben.